# 내셔널 라크로스 리그

내셔널 라크로스 리그(영어: National Lacrosse League, NLL)는 북아메리카의 실내 라크로스 (박스 라크로스) 프로 리그이다. 현재 미국 9팀, 캐나다 5팀 등 총 14팀이 소속되어 있다. 라크로스는 보통 여름에 경기가 개최되고 있지만, NLL은 겨울에서 봄에 걸쳐 실시된다. 매년 플레이 오프 최종전인 우승 결정전에서 승리한 팀은 2018년 전에는 챔피언스컵(영어: Champion's Cup)을 받았고, 2018년부터는 내셔널 라크로스 리그 컵(영어: National Lacrosse League Cup)을 받는다.